# Ioannes Kanaboutzes
Ioannes Kanaboutzes (mittelgriechisch Ἰωάννης Καναβούτζης) war ein byzantinischer Autor und Gelehrter im 2. Viertel des 15. Jahrhunderts.

## Leben und Werk
Er lebte im damals genuesischen Foglia Vecchia (Phokaia; Foça), das unter der Herrschaft des Dorino I. Gattilusio stand, wo Cyriakus von Ancona 1446 von ihm herumgeführt wurde. Er bezeichnet sich selbst als μάγιστρος, hier wahrscheinlich als Lehrer zu verstehen, Cyriakus bezeichnet ihn dementsprechend als magister. Er stand in Kontakt mit Johannes Eugenikos, von diesem ist ein Brief an ihn überliefert. Ferner sind von ihm die Zeitmessungen mit Hilfe eines Astrolabiums, durchgeführt für den Breitengrad von Phokaia, überliefert. Als einziges literarisches Werk ist ein Kommentar zu den Antiquitates Romanae des Dionysios von Halikarnassos für Palamede Gattilusio (* um 1395; † 1455), Herr von Ainos und Samothrake, bekannt.

## Ausgabe
- Ιωάννου Καναβούτζη του μαγίστρου Προς τον αυθέντην της Αίνου και Σαμοθράκης = Ioannis Canabutzae magistri Ad principem Aeni et Samothraces in Dionysium Halicarnasensem commentaries, ed. Max Lehnerdt. Teubner, Leipzig 1890 (Digitalisat)
- englische Übersetzung: Anthony Kaldellis: Ioannes Kanaboutzes’ Commentary on the Roman Antiquities of Dionysios of Halikarnassos. In: ders.: Byzantine Readings of Ancient Historians. Routledge, London 2015, ISBN 978-0-415-73232-1, S. 113–170.